# Katsukarē
Katsukarē (カツカレー) là một món ăn Nhật Bản kết hợp giữa cơm cà ri và thịt lợn cốt lết (phần thịt lưng của con heo).
Đây là ví dụ đầu tiên về món cơm cà ri có phần ăn kèm (topping), nguyên liệu có thể dùng cốt lết thịt bò, cốt lết gà, cốt lết thịt băm, cốt lết giăm bông, v.v ... thay cho cốt lết thịt lợn. Món này được dùng như món chính, có thể đi kèm với nước hoặc súp miso. Tại Nhật Bản, có những chuỗi cửa hàng thức ăn nhanh chuyên phục vụ món katsukarē với các loại thịt và các loại cà ri khác nhau.

## Lịch sử
Người ta cho rằng món ăn này được phát minh vào năm 1948 (năm Showa thứ 23) tại nhà hàng phương Tây (yōshoku) có tên Grill Swiss ở Ginza, Chuo-ku, Tokyo. Các khách hàng quen thuộc, hai đội bóng chày chuyên nghiệp là Yomiuri Giants và Shigeru Chiba đã phàn nàn rằng việc ăn cà ri và katsu riêng biệt quá khó chịu, dẫn đến việc tạo ra sự kết hợp. Hiện tại, Grill Swiss và các cửa hàng liên kết vẫn phục vụ hai thực đơn riêng được gọi là "Original Katsuretsu Curry" và "Chiba-san's Katsuretsu Curry".
Ngoài giai thoại liên quan đến Shigeru Chiba, gian hàng đồ ăn phương Tây "Kawakin" ở Asakusa, Asakusa-ku, Tokyo (hiện tại là Asakusa, Taito-ku), người ta nói rằng cơm và thịt lợn cốt lết được phục vụ kèm với cà ri vào năm 1918 (năm Taisho thứ 7) với tên gọi "Kawakin-don".

## Trình bày
Katsukarē nhiều biến thể khác nhau trong cách bày trí cơm, thịt lợn cốt lết và cà ri. Phần cốt lết thường được cắt thành từng miếng vừa ăn để dễ ăn.

### Cách trình bày món ăn

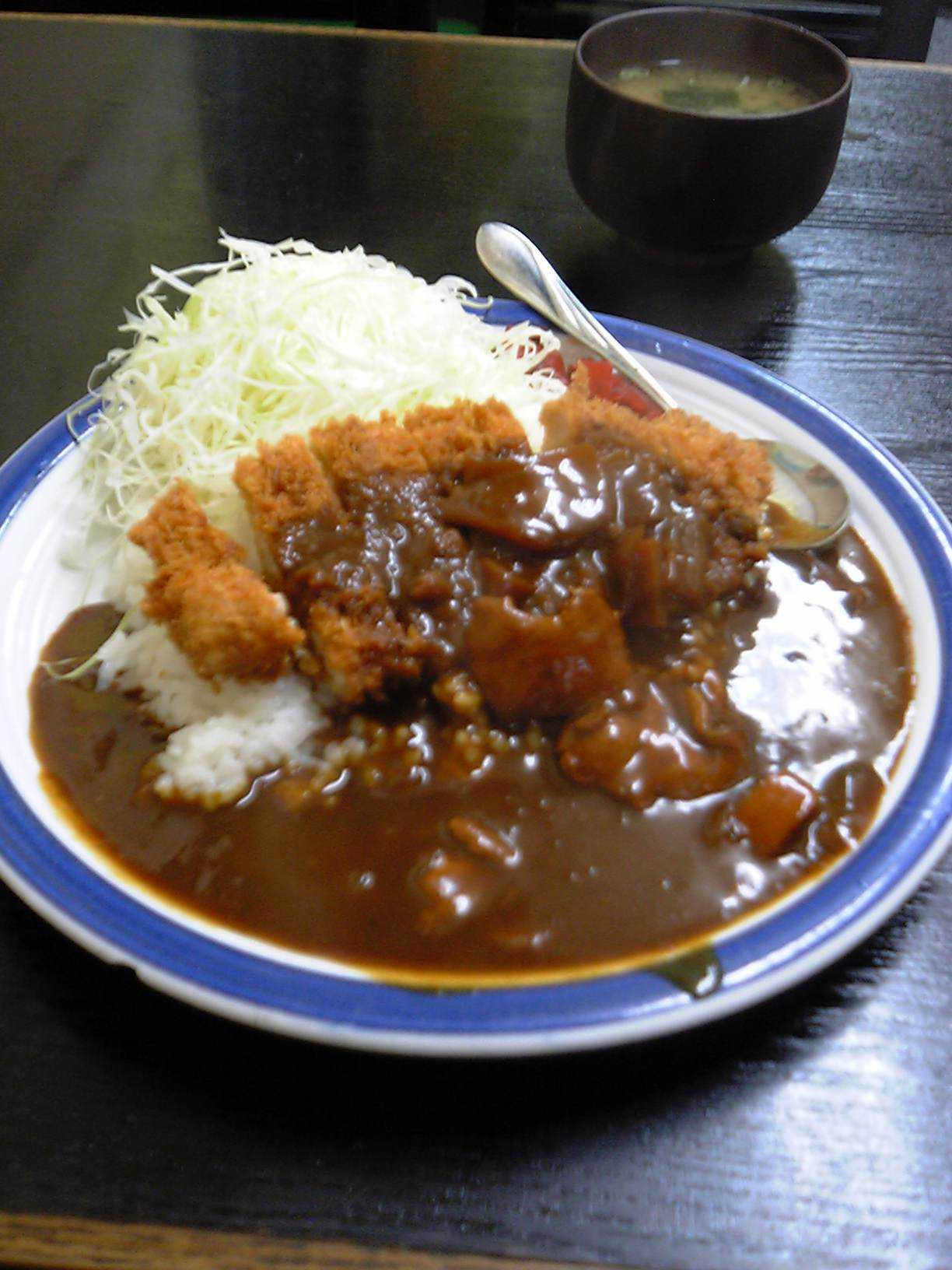
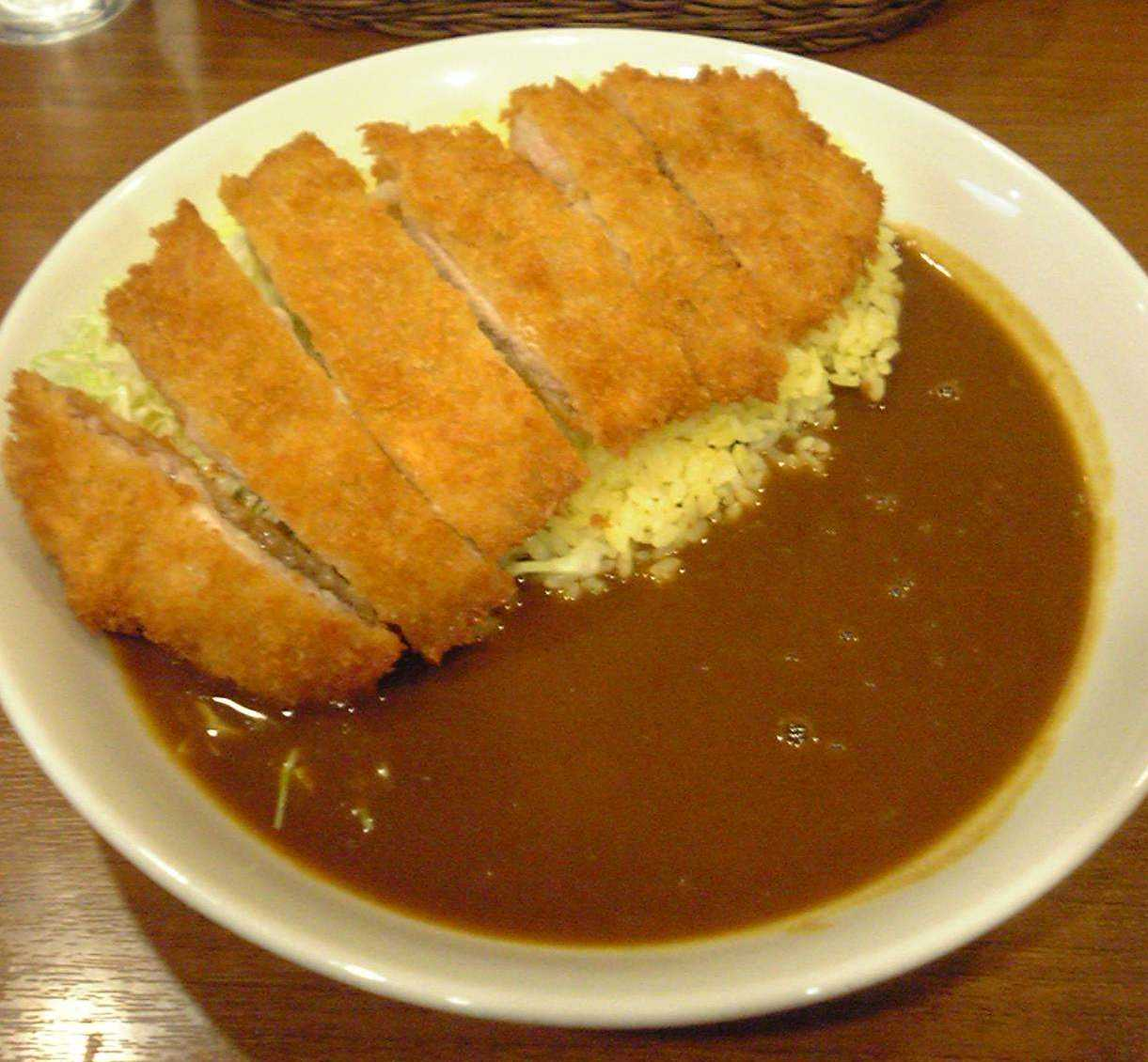
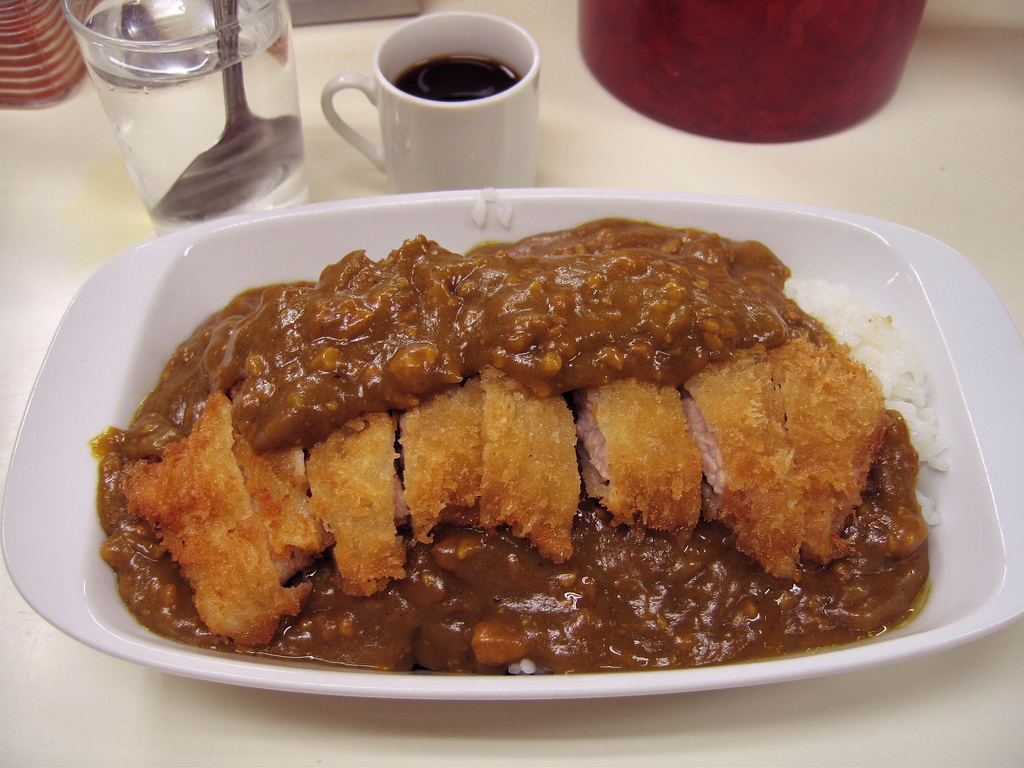
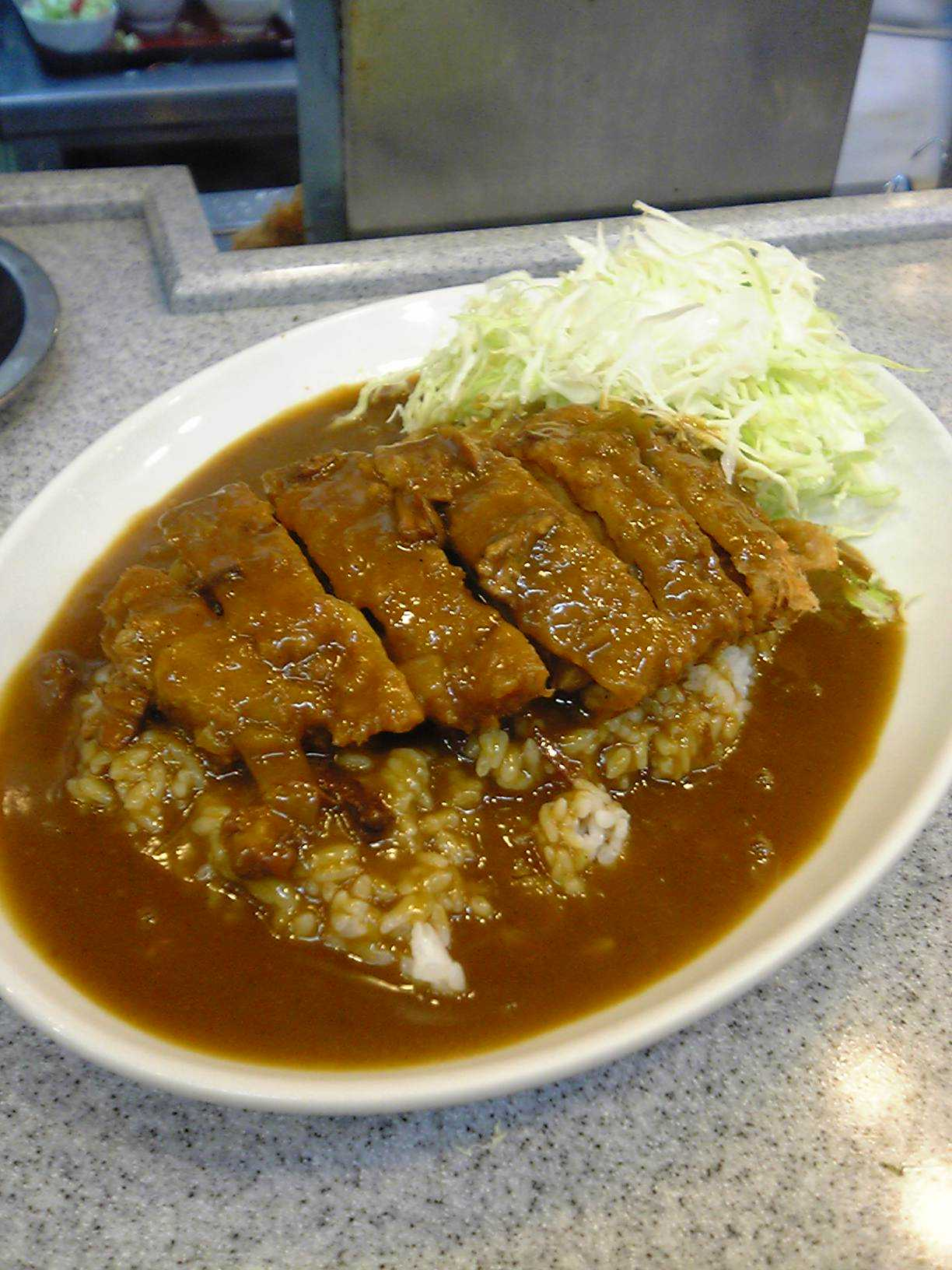
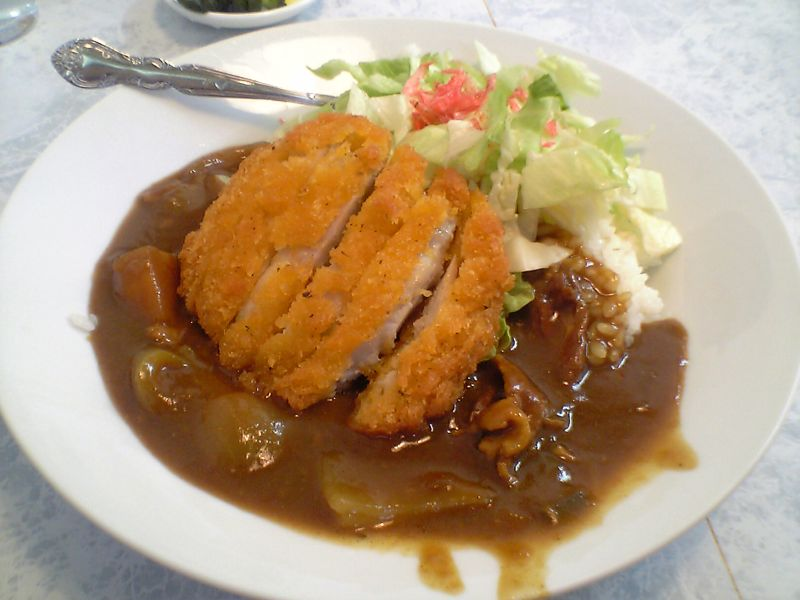
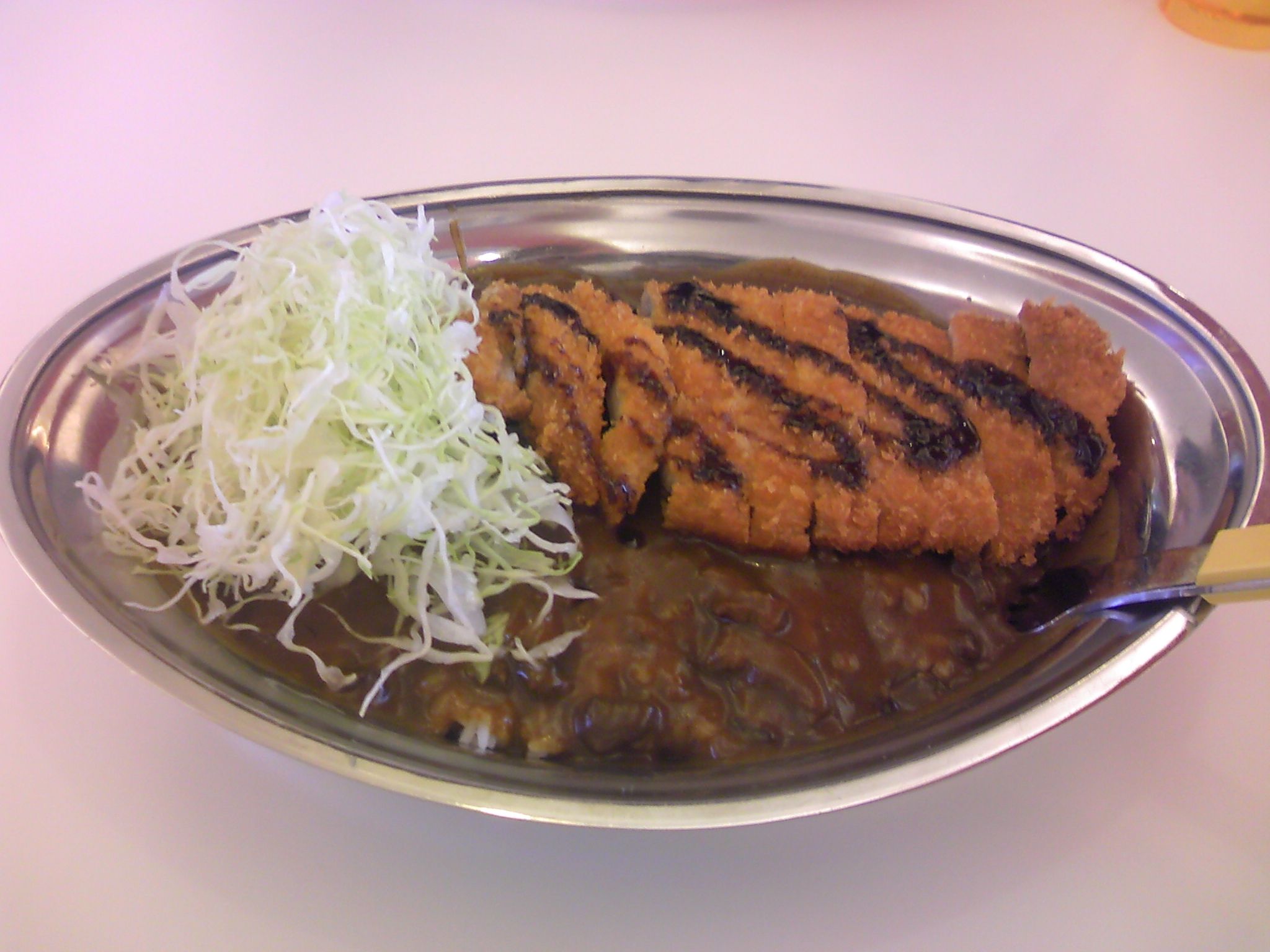
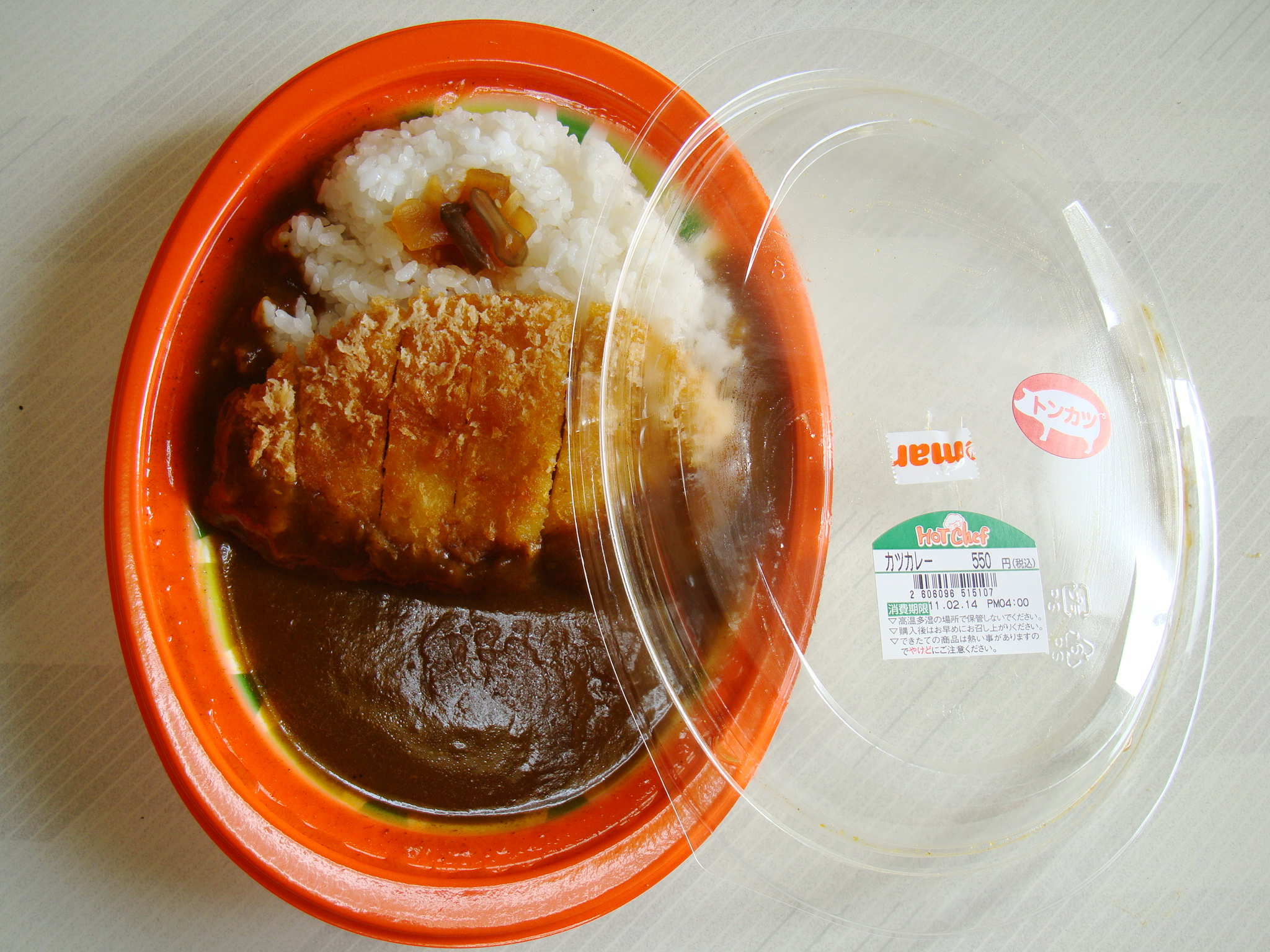

## Dinh dưỡng
Đây là món ăn giàu chất béo, nhiều calo, gây gánh nặng cho đường tiêu hóa, vụn bánh mì dùng làm bột cốt lết cũng là carbohydrate nên cũng chứa nhiều đường. Ví dụ, trong trường hợp của Ichibanya, một chuỗi cửa hàng chuyên về cà ri, năng lượng của món cà ri heo là 748 kcal trong khi lượng calo của món cà ri cốt lết được chế biến thủ công là 1.316 kcal (cả hai đều gồm 300 g gạo).
Đây là thực đơn thường được khuyến cáo cần tránh trong việc kiểm soát bệnh tiểu đường.

## Liên kết ngoại
- Tư liệu liên quan tới Katsu curry rice tại Wikimedia Commons